# USS Jesse L. Brown (FF-1089)
La USS Jesse L. Brown (DE/FF/FFT-1089) fue una fragata de clase Knox de la  Armada de Estados Unidos. Fue nombrada así por Jesse L. Brown, el primer aviador naval afroamericano de la Armada. La Sra. Gilbert W. Thorne, fue la patrocinadora del buque. Este barco fue dado de baja y vendido a la Marina egipcia y fue renombrado como Damiyat (F961). El nombre es también transliterado como Damyat y Damietta en algunas fuentes.

## Carrera
El Jesse L. Brown, una fragata de la clase Knox, originalmente designado como destructor de escolta, de 3963 toneladas (DE 1089). Fue construido en Westwego, Luisiana, siendo comisionado en febrero de 1973.

### Golpe de Estado de Chile en 1973
En septiembre de 1973 participó en el Golpe de Estado en Chile de 1973, operando en las afueras de Valparaíso sirviendo de nexo entre los golpistas y el Pentágono. El Jesse Brown es de un tipo especial de destructor destinado a la guerra electrónica.

### Reclasificado como Fragata
En julio de 1975, fue reclasificado como una fragata y designado como FF-1089. Su carrera empezó con la flota del Atlántico e incluye varias implementaciones para el mar Mediterráneo, el Golfo Pérsico y las aguas del norte de Europa. El Jesse L. Brown también participó en dos operaciones conjuntas con las armadas de América Latina, UNITAS XX en 1979 y UNITAS XXX una década más tarde.

### Incidente en Guantánamo
El Jesse L. Brown operó en las afueras de la Base Naval de la Bahía de Guantánamo en enero de 1979 cuando el destructor USS Farragut  erróneamente disparó a un remolcador soviético y a un submarino clase Foxtrot prestado a la Marina cubana. El Farraguat confundió a los blancos. Durante las siguientes 48 horas, el Jesse L. Brown y los otros barcos fueron mantenidos en el Cuartel General en un estado casi de guerra, que incluía la constante amenaza de ataque por patrulleras lanzamisiles y bombarderos.

### Operaciones anti narcóticos
El Jesse L. Brown (en un episodio que presagió su servicio posterior) fue acreditado con un alijo de drogas por el rescate de un velero en Bahía Casco, Maine, y fue sometidos a pruebas de mar en  Bath Iron Works. El barco lleva la marca de esta operación hasta el día de hoy con abolladuras visibles en el casco al transferir la tripulación mareada en condiciones de mar pesado. La tripulación del velero más tarde fue transferida a un ex Guardacostas ATF Marina de Portland, Maine, después de un fallido intento de remolque de la embarcación.

### Crisis de los rehenes en Irán
El Jesse L. Brown frecuentemente cumplió con su lema de versatilidad, Victoria, Valor. En un episodio durante la Crisis de los rehenes en Irán, el barco recuperó un SH-3 Sea King que no podían repostar en vuelo y no tenía suficiente combustible para volver a su portaaviones. El comandante del Jesse L. Browns ordenó al barco colocar proa al viento y recuperar al helicóptero en su cubierta de vuelo de espacio limitado, que no calificaba para helicópteros del tamaño del Sea King. El helicóptero aterrizó con su rueda de cola en las redes de seguridad y menos de 5 cm entre sus aspas y el hangar de helicópteros contraído. Reparaciones rápidas por la tripulación de los helicópteros y del buque remedió el problema de combustible de los helicópteros, y fue capaz de despegar y repostar correctamente en su portaaviones original.

### Escolta y rescate
Jesse L. Brown y su tripulación fueron el primer barco que escoltó tres hidroalas patrulla Clase Pegasus desde Roosevelt Roads, Puerto Rico, a Key West, Florida, usando el helicóptero de la fragatas para reabastecer en marcha los tres hidroalas durante el viaje.
Jesse L. Brown sirvió como enlace con el comandante estadounidense en escena para intentos de rescate y recuperación de cuerpos posteriormente mediante una campana de buceo en la nave de exploración petrolifera MV Woodeco 5 de Phillips Petroleum Company  frente a  Costa de Marfil en octubre de 1979.
Durante finales de los 80 y principios de los 90,  participó en operaciones antinarcóticos en el área del Caribe.

### Reserva naval
El Jesse L. Brown fue transferido a la Reserva Naval en enero de 1992 y fue renombrado FFT-1089. Basado en Mobile, Alabama, después de octubre de 1992, participó activamente en formación de reservistas mientras participan en operaciones en el Atlántico occidental y la zona del Golfo de México. En 1993, cruzó el Canal de Panamá y realizó una visita a Ecuador. El Jesse L. Brown fue dado de baja el 27 de julio de 1994 y arrendado a la armada egipcia el mismo día.

### Paso a la Marina egipcia
Fue rebautizada Damiyat (F961) al entrar en servicio en la marina egipcia, aunque también puede encontrarse transliterado como Damyat o Damietta en algunas fuentes, fue primero cedida en alquiler, y posteriormente, fue comprada el 25 de marzo de 1998. El Damiyat permanece activo en la armada egipcia (2007).